# アーマー・シティFC
アーマー・シティ・フットボールクラブ（英語: Armagh City Football Club）は、北アイルランドのアーマーをホームタウンとするサッカークラブ。

## 歴史
クラブは1964年にアーマーの男子学生グループによってミルフォード・エヴァートンの名前で創設された。創設者メンバーの中にイングランドのエヴァートンのサポーターがいたため、この名前が選ばれた。1988年、ミルフォードからアーマーに移転し、クラブ名をアーマー・シティFCに改称した。1997-98シーズン終了後、クラブはシニアサッカーへ参入し、1999-2000シーズンのアイリッシュ・フットボールリーグ・ファーストディビジョンに加盟することが公表された。2000-01シーズンはファーストディビジョンで3位になると共にミッド=アルスターカップ決勝でニューリー・タウンを3-1で破り、クラブ初となるシニアチームのタイトルを獲得した。
2003年、プレミアディビジョンとファーストディビジョンを合わせて計20チームで構成されていたアイリッシュ・フットボールリーグが再編成され、トップディビジョンのアイリッシュ・プレミアリーグは16チームで構成されることになり、アーマー・シティはアイリッシュ・フットボールリーグ・ファーストディビジョンに降格した。2004-05シーズンはファーストディビジョンで優勝し、アイリッシュ・プレミアリーグに昇格した。

2013-14シーズン開幕前にホルム・パークの芝を天然芝から人工芝（3rd Generation FIFA Two Star）に張り替えた。

## タイトル
- NIFLチャンピオンシップ1：1回
  - 2004-05
- NIFLチャンピオンシップ2：1回
  - 2013-14

出典

## 過去の成績
| シーズン  | リーグ                                                   | 順位 | 試 | 勝 | 分 | 敗 | 得 | 失 | 差  | 点 |
| --------- | -------------------------------------------------------- | ---- | -- | -- | -- | -- | -- | -- | --- | -- |
| 1999-2000 | アイリッシュ・フットボールリーグ・ファーストディビジョン | 07位 | 36 | 10 | 10 | 16 | 50 | 61 | -11 | 40 |
| 2000-01   | アイリッシュ・フットボールリーグ・ファーストディビジョン | 03位 | 36 | 19 | 9  | 8  | 74 | 52 | +22 | 66 |
| 2001-02   | アイリッシュ・フットボールリーグ・ファーストディビジョン | 10位 | 36 | 8  | 8  | 20 | 40 | 67 | -27 | 32 |
| 2002-03   | アイリッシュ・フットボールリーグ・ファーストディビジョン | 08位 | 28 | 4  | 6  | 18 | 37 | 58 | -21 | 18 |
| 2003-04   | アイリッシュ・フットボールリーグ・ファーストディビジョン | 02位 | 22 | 13 | 4  | 5  | 30 | 15 | +15 | 43 |
| 2004-05   | IFAインターミディエイト・リーグ・ファーストディビジョン  | 01位 | 22 | 15 | 7  | 0  | 35 | 11 | +24 | 52 |
| 2005-06   | アイリッシュ・プレミアリーグ                             | 14位 | 30 | 9  | 3  | 18 | 38 | 69 | -31 | 30 |
| 2006-07   | アイリッシュ・プレミアリーグ                             | 11位 | 30 | 11 | 2  | 17 | 42 | 68 | -26 | 35 |
| 2007-08   | アイリッシュ・プレミアリーグ                             | 16位 | 30 | 5  | 6  | 19 | 29 | 56 | -27 | 21 |
| 2008-09   | IFAチャンピオンシップ                                    | 12位 | 32 | 8  | 8  | 16 | 39 | 61 | -22 | 32 |
| 2009-10   | IFAチャンピオンシップ1                                   | 14位 | 26 | 2  | 4  | 20 | 20 | 62 | -42 | 10 |
| 2010-11   | IFAチャンピオンシップ2                                   | 12位 | 30 | 8  | 9  | 13 | 43 | 60 | -17 | 33 |
| 2011-12   | IFAチャンピオンシップ2                                   | 11位 | 30 | 9  | 6  | 15 | 39 | 52 | -13 | 33 |
| 2012-13   | IFAチャンピオンシップ2                                   | 03位 | 30 | 21 | 3  | 6  | 81 | 34 | +47 | 66 |
| 2013-14   | NIFLチャンピオンシップ2                                  | 01位 | 30 | 25 | 2  | 3  | 90 | 26 | +64 | 77 |
| 2014-15   | NIFLチャンピオンシップ1                                  | 07位 | 26 | 9  | 5  | 12 | 38 | 48 | -10 | 32 |